# Station Uenoshiba
 Station Uenoshiba  (上野芝駅,  Uenoshiba-eki) is een spoorwegstation in de wijk Nishi-ku in de Japanse stad Sakai. Het station wordt aangedaan door de Hanwa-lijn. Het  heeft twee sporen, gelegen aan twee zijperrons. 

## Treindienst

### JR West
| 1 | ■ Hanwa-lijn | richting Ōtori, Hineno en Wakayama |
| 2 | ■ Hanwa-lijn | richting Tennōji en Ōsaka          |

## Geschiedenis
Het station werd in 1929 geopend. In 1967, 1980 en 2010 werd het station vernieuwd.

## Overig openbaar vervoer
Bussen van Nankai.

## Stationsomgeving
Nabij het station liggen een aantal grafheuvels daterend uit de Kofunperiode.
- Kamiishidzu-Mizanzai-kofun  (graf van keizer Richu)
- Itasuke-kofun
- Monjudzuka-kofun
- Chi-no-oka-kofun
- Uenoshiba-markt
- 7-Eleven